# Spathius priapus
Spathius priapus är en stekelart som beskrevs av Nixon 1943. Spathius priapus ingår i släktet Spathius och familjen bracksteklar. Inga underarter finns listade i Catalogue of Life.